# Сульфур оксохлориди

Тіонілхлорид

Сульфур оксохлориди (рос. оксохлориды серы, англ. sulfur oxochlorides) — хімічні сполуки, утворювані сіркою (S), киснем (О) і хлором (Cl). До цього ряду налужать тіонілхлорид SOCl2 і сульфурилхлорид SO2Cl2.
За нормальних умов — рідини. Легко гідролізуються: 
SOCl2 + H2O → SO2 + 2HCl
SOCl2 використовується для добування ацил хлоридів та зневоднених хлоридів металів, SO2Cl2 — хлорувальний засіб.